# مهرج أرويو
مهرج أرويو (بالإنجليزية: Joker Arroyo)‏ (و. 1927 – 2015 م) هو سياسي، ومحام من الفلبين .